# موزس (ترجمة آلية)
موزس أو موسى (بالإنجليزية Moses) هو أحد البرمجيات الحرة، المختصة بالترجمة الآلية الإحصائية وهو محرك يمكن استخدامه لتدريب النماذج الإحصائية على ترجمة النص من اللغة المصدر إلى اللغة الهدف. موزس يُرّمِز نص اللغة الأصلية لإنتاج الترجمة التلقائية في اللغة الهدف. أما تدريب النماذج الإحصائية فهو يتطلب مجموعات موازية من المقاطع في اللغتين وعادة ما  تكون تلك المقاطع هي ترجمة يدوية للجمل بشكل أزواج من اللغة المصدر واللغة الهدف. موزس صدر تحت رخصة جنو العمومية الصغرى، والرخصة متاحة على ويندوز ولينكس. تطوير موزس بدأ من دعم مشروع EuroMatrixـ وبتمويل من المفوضية الأوروبية.
من مميزات موزس:
- خوارزمية شعاع البحث التي تجد أعلى احتمال للترجمة ضمن عدد من الخيارات وبشكل سريع جداً.
- الترجمة القائمة على العبارات لقطع صغيرة من النص.
- يعالج كلمات ذات تمثيلات مختلفة العوامل لتعزيز تكاملية المعلومات واللغوية (مثلاً كلمات ليما أو ما يُعرف بالجذاذة، الصرف، أقسام الكلام).
- يُرمز الأشكال المبهمة لجمل اللغة الأصلية.
- دعم كبير لنماذج اللغة.

## روابط خارجية
- الصفحة الرسمية
- IRSTLM ا لصفحة الرسمية
- RandLM ا لصفحة الرسمية